# Burns Brothers
Burns Brothers, kurz für W. E. Burns and Brothers Carriage Works, war ein US-amerikanischer Hersteller von Kutschen und Automobilen.

## Unternehmensgeschichte
Walter Elsworth Burns gründete 1896 das Unternehmen zur Kutschenherstellung. Seine Brüder Reese, Alfred, Charles und Jonathan traten später ebenfalls ins Unternehmen ein. Der Sitz war in Havre de Grace in Maryland. Außerdem entstanden zwischen 1908 und 1912 Automobile. Sie wurden als Burns vermarktet. Der Absatz blieb gering, was laut einer Quelle daran liegen könnte, dass die Produkte nicht zum Absatzmarkt passten. Das Unternehmen überstand die ersten Jahrzehnte des 20. Jahrhunderts. Das Auflösungsjahr ist nicht bekannt.

## Fahrzeuge
Zunächst entstanden Highwheeler. Mit den großen Reifen waren die Fahrzeuge gut geeignet für die damaligen schlechten Straßen, vor allem im Westen der USA. Allerdings liegt Maryland im Osten, wo Highwheeler wenig gefragt waren. Erst 1912 wurden die Fahrzeuge angepasst und niedriger gemacht.
Von 1908 und 1909 gab es ein Modell mit einem luftgekühlten Zweizylindermotor und 16 PS Leistung. Die Motorleistung wurde über ein Friktionsgetriebe und zwei Ketten an die Hinterachse übertragen. Der Radstand betrug 229 cm. Zur Wahl standen Aufbauten als High Wheeled Buggy und zweisitziges Transformable Coupé.
1910 wurde der Radstand auf 244 cm verlängert. Im Buggy leistete der Motor nun 14 PS. Das Coupé hatte dagegen einen Vierzylindermotor, der mit 18/20 PS angegeben war.
Ab 1911 standen nur noch Zweizylindermodelle als Transformable Coupé im Sortiment. In dem Jahr leistete der Motor 12 PS. Das Fahrgestell hatte weiterhin 244 cm Radstand.
1912 wurde die Motorleistung auf 15 PS erhöht und der Radstand auf 254 cm verlängert.

## Modellübersicht
| Jahr      | Modell   | Zylinder | Leistung (PS) | Radstand (cm) | Aufbau                                           |
| --------- | -------- | -------- | ------------- | ------------- | ------------------------------------------------ |
| 1908–1909 | 16 HP    | 2        | 16            | 229           | High Wheeled Buggy, Transformable Coupé 2-sitzig |
| 1910      | 14 HP    | 2        | 14            | 244           | High Wheeled Buggy                               |
| 1910      | 18/20 HP | 4        | 18/20         | 244           | Transformable Coupé                              |
| 1911      | 12 HP    | 2        | 12            | 244           | Transformable Coupé                              |
| 1912      | 15 HP    | 2        | 15            | 254           | Transformable Coupé                              |